# Monts Henry
Les monts Henry (Henry Mountains, navajo : Dził Bizhiʼ Ádiní, « montagne sans nom ») se trouvent dans la partie sud-est de l'Utah aux États-Unis. Cette chaîne de montagnes est orientée, pour l'essentiel, du nord au sud et s'étend sur une distance d'environ 50 km. Ils reçurent leur nom de John Wesley Powell pour honorer la mémoire de Joseph Henry, le premier secrétaire de la Smithsonian Institution. L'agglomération la plus proche possédant une quelconque importance est Hanksville (Utah), laquelle se trouve au nord des montagnes. Les monts Henry constituent la dernière chaîne de montagnes à avoir été ajoutée à la carte des 48 états contigus des États-Unis. 

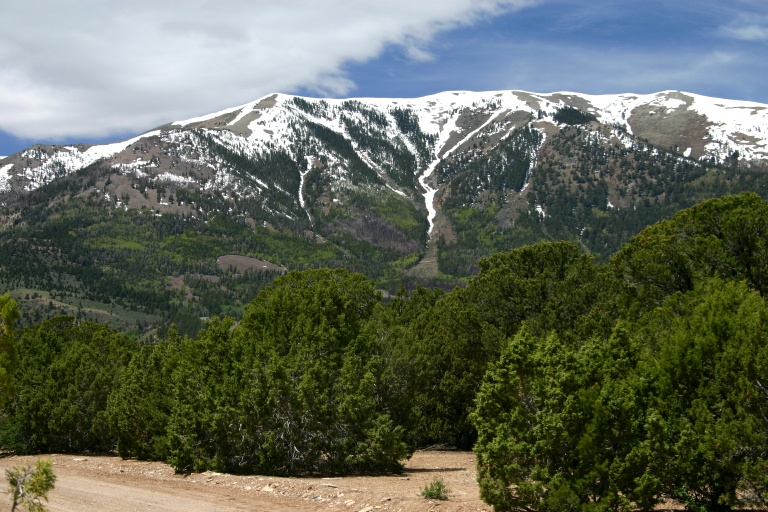
Photographie de quelques sommets des monts Henry prise d'une route de haute montagne.